# Chromis
Genre
Chromis est un genre de poissons de la famille des Pomacentridae.

## Liste des espèces

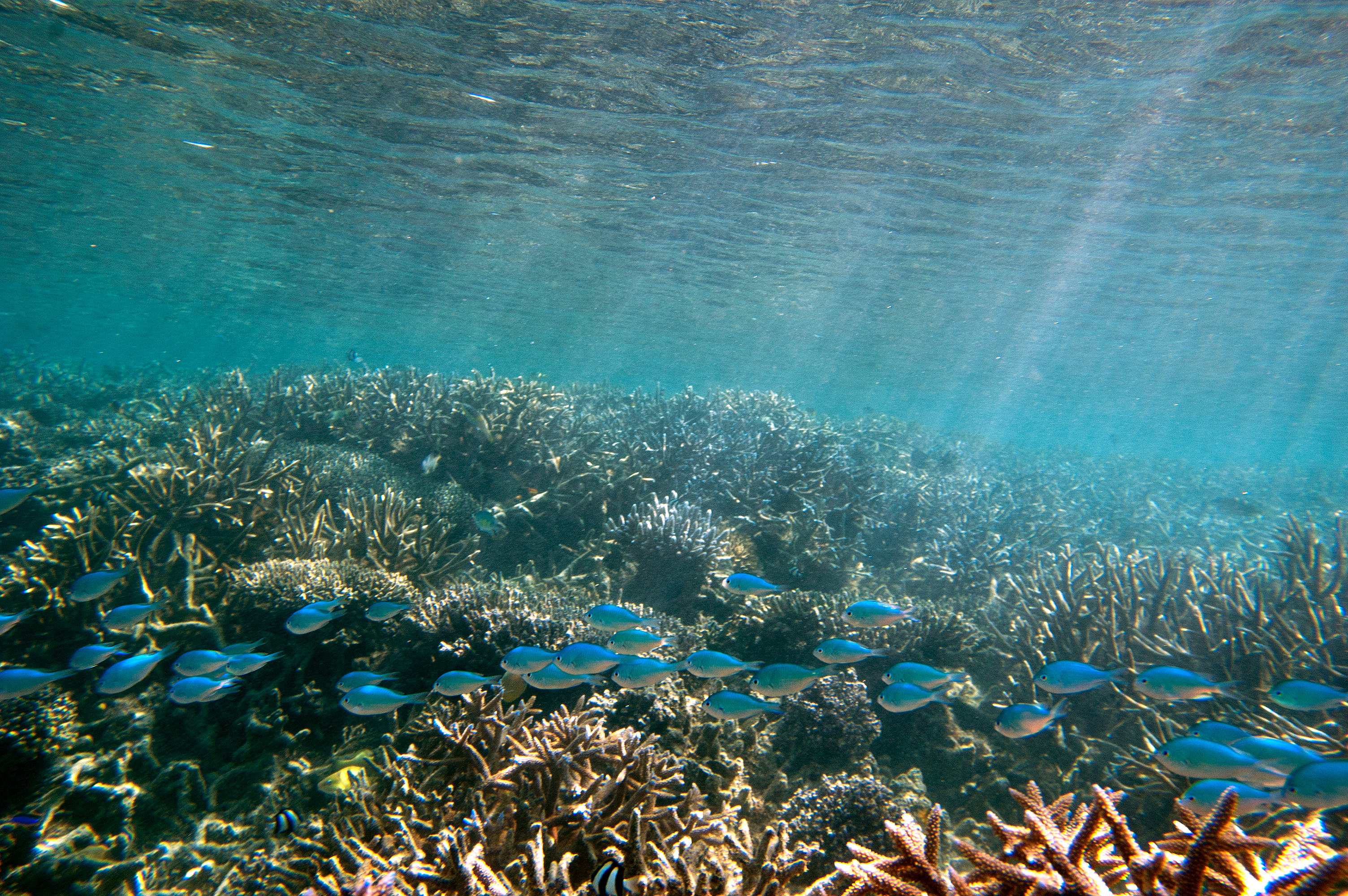
Un banc de Chromis atripectoralis.

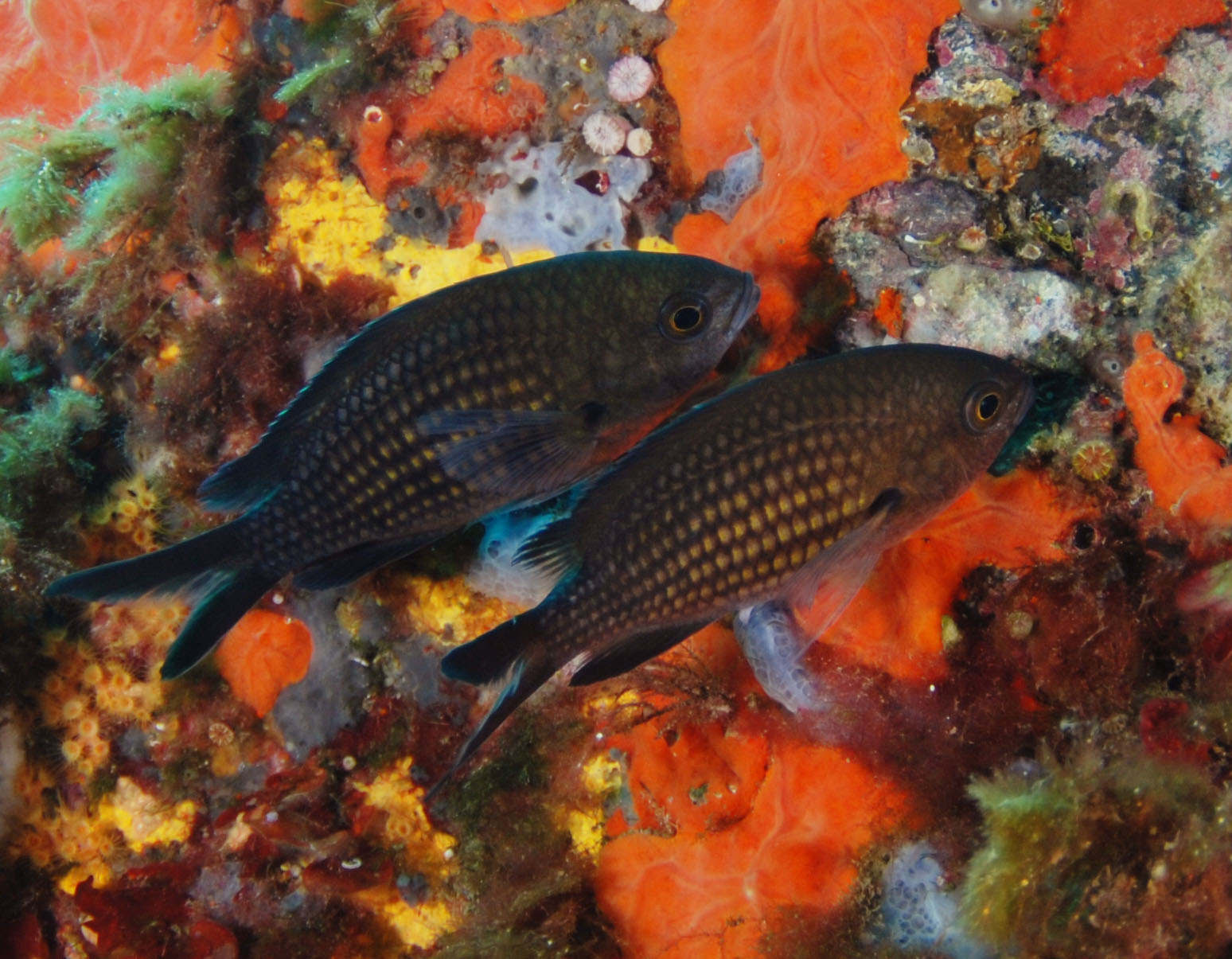
Deux castagnoles de Méditerranée (Chromis chromis).

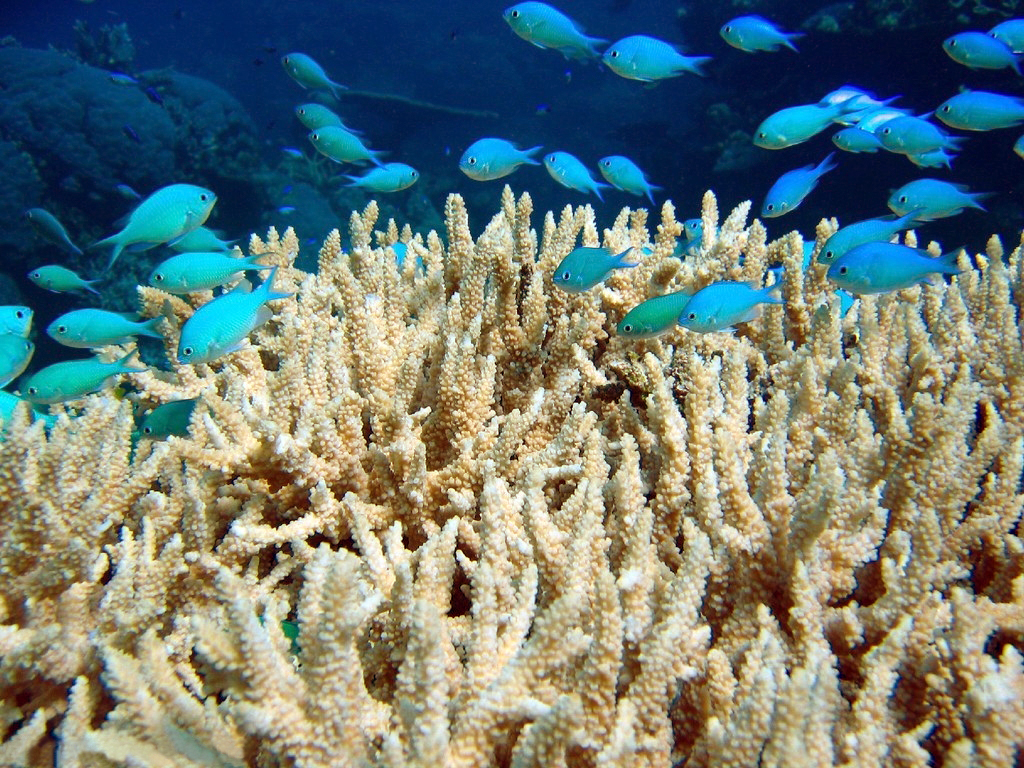
Banc de demoiselles bleues (Chromis viridis).

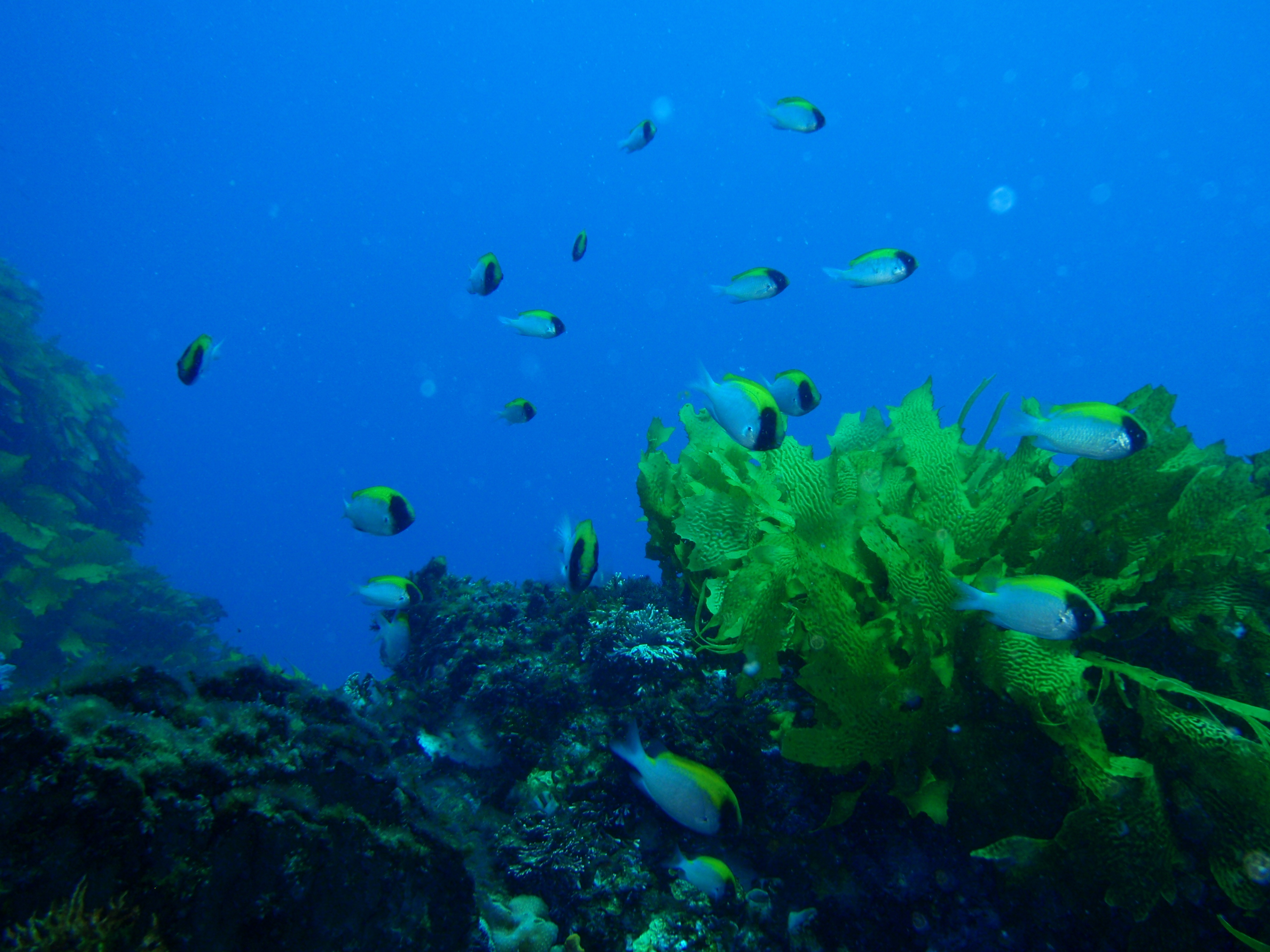
Un banc de Chromis klunzingeri.

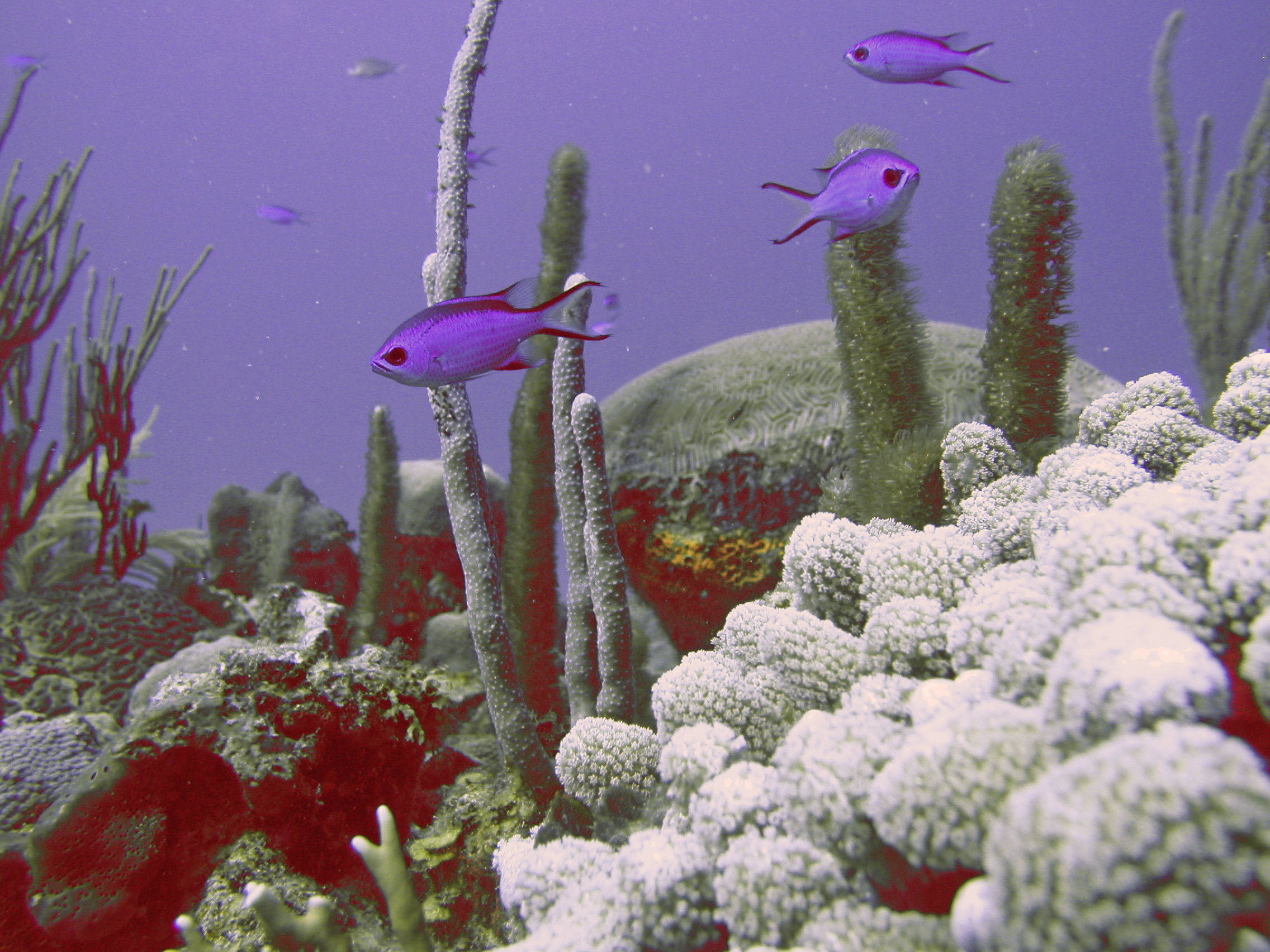
Un groupe de Chromis cyanea.

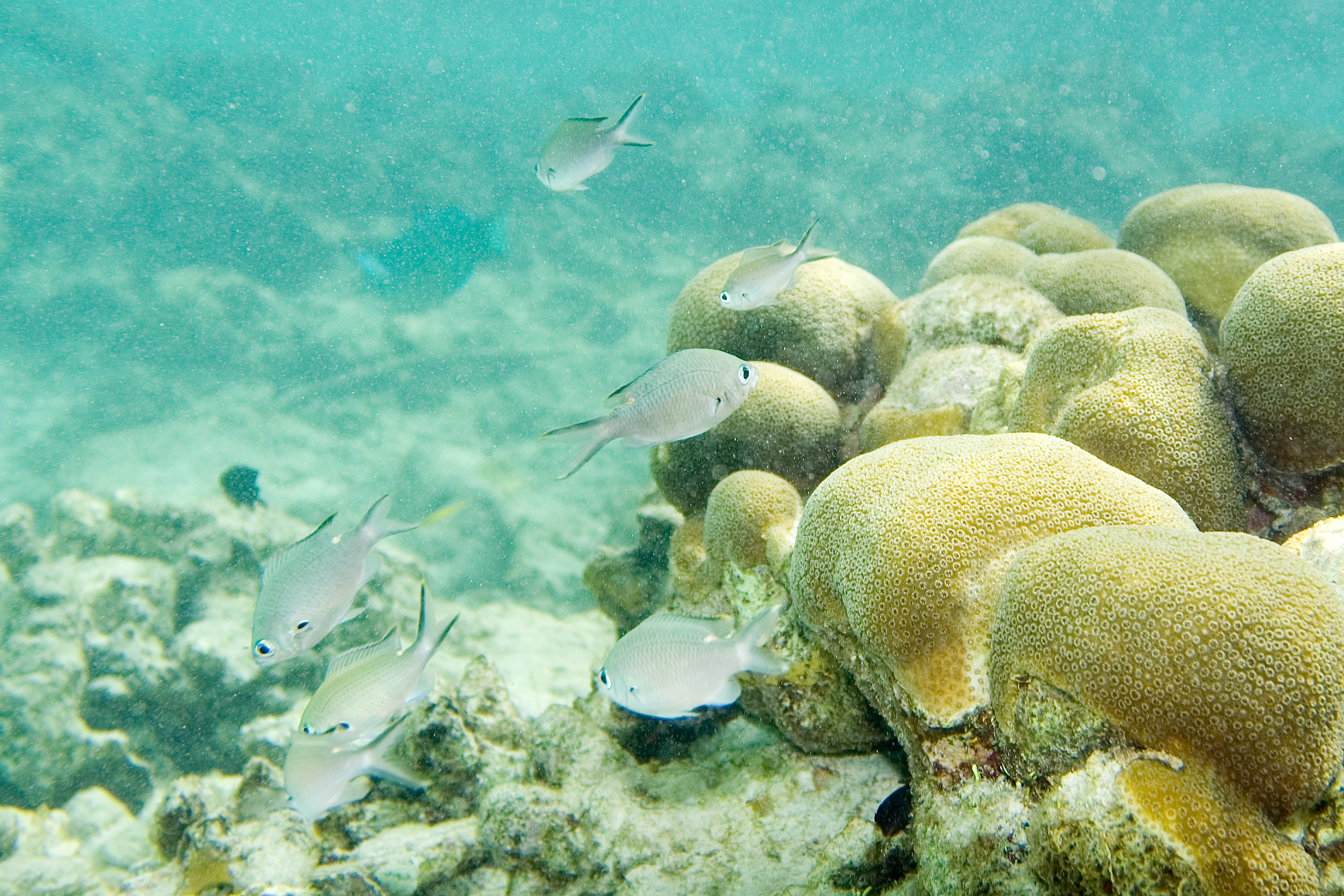
Un groupe de Chromis multilineata.

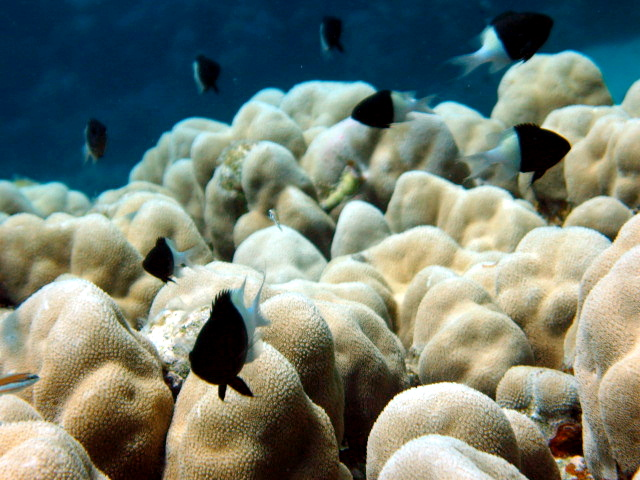
Un groupe de Chromis dimidiata.

| Selon FishBase (24 mars 2014) : - Chromis abrupta Randall, 2001 - Chromis abyssicola Allen & Randall, 1985 - Chromis abyssus Pyle, Earle & Greene, 2008 - Chromis acares Randall & Swerdloff, 1973 - Chromis agilis Smith, 1960 - Chromis albicauda Allen & Erdmann, 2009 - Chromis albomaculata Kamohara, 1960 - Chromis alleni Randall, Ida & Moyer, 1981 - Chromis alpha Randall, 1988 - Chromis alta Greenfield & Woods, 1980 - Chromis amboinensis (Bleeker, 1871) - Chromis analis (Cuvier, 1830) - Chromis athena Allen & Erdmann, 2008 - Chromis atrilobata Gill, 1862 - Chromis atripectoralis Welander & Schultz, 1951 - Chromis atripes Fowler & Bean, 1928 - Chromis axillaris (Bennett, 1831) - Chromis bami Randall & McCosker, 1992 - Chromis brevirostris Pyle, Earle & Greene, 2008 - Chromis cadenati Whitley, 1951 - Chromis caudalis Randall, 1988 - Chromis chromis (Linnaeus, 1758) - Chromis chrysura (Bliss, 1883) - Chromis cinerascens (Cuvier, 1830) - Chromis circumaurea Pyle, Earle & Greene, 2008 - Chromis crusma (Valenciennes, 1833) - Chromis cyanea (Poey, 1860) - Chromis dasygenys (Fowler, 1935) - Chromis degruyi Pyle, Earle & Greene, 2008 - Chromis delta Randall, 1988 - Chromis dimidiata (Klunzinger, 1871) - Chromis dispilus Griffin, 1923 - Chromis durvillei Quéro, Spitz & Vayne, 2010 - Chromis earina Pyle, Earle & Greene, 2008 - Chromis elerae Fowler & Bean, 1928 - Chromis enchrysura Jordan & Gilbert, 1882 - Chromis fatuhivae Randall, 2001 - Chromis fieldi Randall & DiBattista, 2013 - Chromis flavapicis Randall, 2001 - Chromis flavaxilla Randall, 1994 - Chromis flavicauda (Günther, 1880) - Chromis flavipectoralis Randall, 1988 - Chromis flavomaculata Kamohara, 1960 - Chromis fumea (Tanaka, 1917) - Chromis hanui Randall & Swerdloff, 1973 - Chromis hypsilepis (Günther, 1867) - Chromis insolata (Cuvier, 1830) - Chromis intercrusma Evermann & Radcliffe, 1917 - Chromis iomelas Jordan & Seale, 1906 - Chromis jubauna Moura, 1995 - Chromis klunzingeri Whitley, 1929 - Chromis lepidolepis Bleeker, 1877 - Chromis leucura Gilbert, 1905 - Chromis limbata (Valenciennes, 1833) - Chromis limbaughi Greenfield & Woods, 1980 - Chromis lineata Fowler & Bean, 1928 - Chromis lubbocki Edwards, 1986 - Chromis margaritifer Fowler, 1946 - Chromis meridiana Greenfield & Woods, 1980 - Chromis mirationis Tanaka, 1917 - Chromis monochroma Allen & Randall, 2004 - Chromis multilineata (Guichenot, 1853) - Chromis nigroanalis Randall, 1988 - Chromis nigrura Smith, 1960 - Chromis nitida (Whitley, 1928) - Chromis notata (Temminck & Schlegel, 1843) - Chromis okamurai Yamakawa & Randall, 1989 - Chromis onumai Senou & Kudo, 2007 - Chromis opercularis (Günther, 1867) - Chromis ovalis (Steindachner, 1900) - Chromis ovatiformes Fowler, 1946 - Chromis pamae Randall & McCosker, 1992 - Chromis pelloura Randall & Allen, 1982 - Chromis pembae Smith, 1960 - Chromis planesi Lecchini & Williams, 2004 - Chromis punctipinnis (Cooper, 1863) - Chromis pura Allen & Randall, 2004 - Chromis randalli Greenfield & Hensley, 1970 - Chromis retrofasciata Weber, 1913 - Chromis sanctaehelenae Edwards, 1987 - Chromis scotochiloptera Fowler, 1918 - Chromis scotti Emery, 1968 - Chromis struhsakeri Randall & Swerdloff, 1973 - Chromis ternatensis (Bleeker, 1856) - Chromis trialpha Allen & Randall, 1980 - Chromis unipa Allen & Erdmann, 2009 - Chromis vanderbilti (Fowler, 1941) - Chromis verater Jordan & Metz, 1912 - Chromis viridis (Cuvier, 1830) - Chromis weberi Fowler & Bean, 1928 - Chromis westaustralis Allen, 1976 - Chromis woodsi Bruner & Arnam, 1979 - Chromis xanthochira (Bleeker, 1851) - Chromis xanthopterygia Randall & McCarthy, 1988 - Chromis xanthura (Bleeker, 1854) - Chromis xouthos Allen & Erdmann, 2005 - Chromis xutha Randall, 1988 | Selon ITIS (24 mars 2014) : - Chromis abrupta Randall, 2001 - Chromis abyssicola Allen and Randall, 1985 - Chromis abyssus Pyle, Earl et Greene, 2008 - Chromis acares Randall and Swerdloff, 1973 - Chromis agilis Smith, 1960 - Chromis albomaculata Kamohara, 1960 - Chromis alleni Randall, Ida and Moyer, 1981 - Chromis alpha Randall, 1988 - Chromis alta Greenfield and Woods, 1980 - Chromis amboinensis (Bleeker, 1873) - Chromis analis (Cuvier in Cuvier and Valenciennes, 1830) - Chromis atrilobata Gill, 1862 - Chromis atripectoralis Welander and Schultz, 1951 - Chromis atripes Fowler and Bean, 1928 - Chromis axillaris (Bennett, 1831) - Chromis bami Randall and McCosker, 1992 - Chromis cadenati Whitley, 1951 - Chromis caerulea (Cuvier in Cuvier and Valenciennes, 1830) - Chromis caudalis Randall, 1988 - Chromis chromis (Linnaeus, 1758) — Castagnole - Chromis chrysura (Bliss, 1883) - Chromis cinerascens (Cuvier in Cuvier and Valenciennes, 1830) - Chromis crusma (Valenciennes in Cuvier and Valenciennes, 1833) - Chromis cyanea (Poey, 1860) - Chromis dasygenys (Fowler, 1935) - Chromis delta Randall, 1988 - Chromis dimidiata (Klunzinger, 1871) - Chromis dispilus Griffin, 1923 - Chromis elerae Fowler and Bean, 1928 - Chromis enchrysura Jordan and Gilbert, 1882 - Chromis fatuhivae Randall, 2001 - Chromis flavapicis Randall, 2001 - Chromis flavaxilla Randall, 1994 - Chromis flavicauda (Günther, 1880) - Chromis flavipectoralis Randall, 1988 - Chromis flavomaculata Kamohara, 1960 - Chromis fumea (Tanaka, 1917) - Chromis hanui Randall and Swerdloff, 1973 - Chromis hypsilepis (Günther, 1867) - Chromis insolata (Cuvier in Cuvier and Valenciennes, 1830) - Chromis intercrusma Evermann and Radcliff, 1917 - Chromis iomelas Jordan and Seale, 1906 - Chromis jubauna Moura, 1995 - Chromis klunzingeri Whitley, 1929 - Chromis lepidolepis Bleeker, 1877 - Chromis leucura Gilbert, 1905 - Chromis limbata (Cuvier in Cuvier and Valenciennes, 1830) - Chromis limbaughi Greenfield and Woods, 1980 - Chromis lineata Fowler and Bean, 1928 - Chromis lubbocki Edwards, 1986 - Chromis margaritifer Fowler, 1946 - Chromis meridiana Greenfield and Woods, 1980 - Chromis mirationis Tanaka, 1917 - Chromis multilineata (Guichenot, 1853) - Chromis nigroanalis Randall, 1988 - Chromis nigrura Smith, 1960 - Chromis nitida (Whitley, 1928) - Chromis notata (Temminck and Schlegel, 1843) - Chromis okamurai Yamakawa and Randall, 1989 - Chromis opercularis (Günther in Playfair and Günther, 1867) - Chromis ovalis (Steindachner, 1900) - Chromis ovatiformis Fowler, 1946 - Chromis pamae Randall and McCosker, 1992 - Chromis pelloura Randall and Allen, 1982 - Chromis pembae Smith, 1960 - Chromis punctipinnis (Cooper, 1863) - Chromis randalli Greenfield and Hensley, 1970 - Chromis retrofasciata Weber, 1913 - Chromis sanctaehelenae Edwards in Edwards and Glass, 1987 - Chromis scotochiloptera Fowler, 1918 - Chromis scotti Emery, 1968 - Chromis struhsakeri Randall and Swerdloff, 1973 - Chromis ternatensis (Bleeker, 1856) - Chromis triacantha Bowdich, 1825 - Chromis trialpha Allen and Randall, 1980 - Chromis vanderbilti (Fowler, 1941) - Chromis verater Jordan and Metz, 1912 - Chromis viridis (Cuvier in Cuvier and Valenciennes, 1830) - Chromis weberi Fowler and Bean, 1928 - Chromis westaustralis Allen, 1976 - Chromis woodsi Bruner and Arnam, 1979 - Chromis xanthochira (Bleeker, 1851) - Chromis xanthopterygia Randall and McCarthy, 1988 - Chromis xanthura (Bleeker, 1854) - Chromis xutha Randall, 1988 |

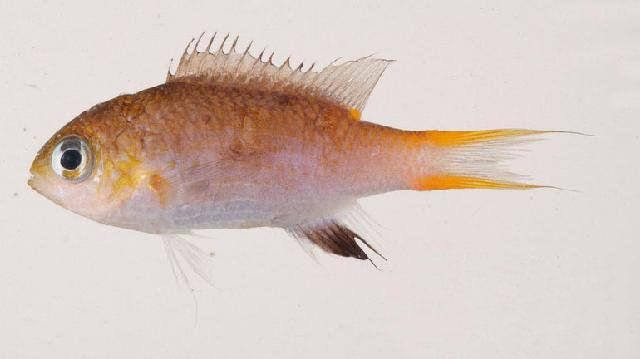
Chromis acares
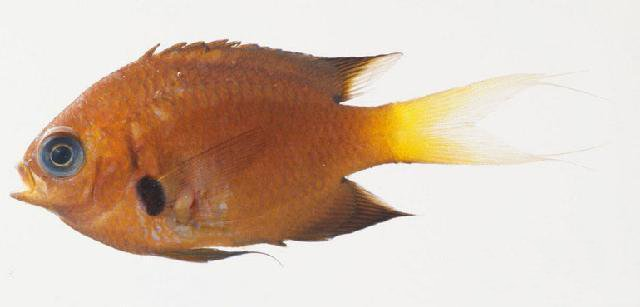
Chromis agilis
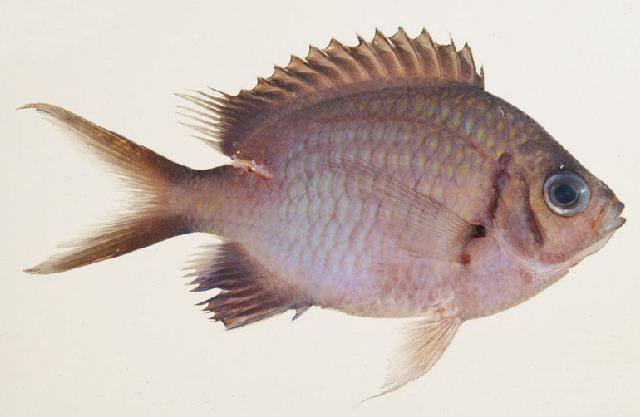
Chromis alpha
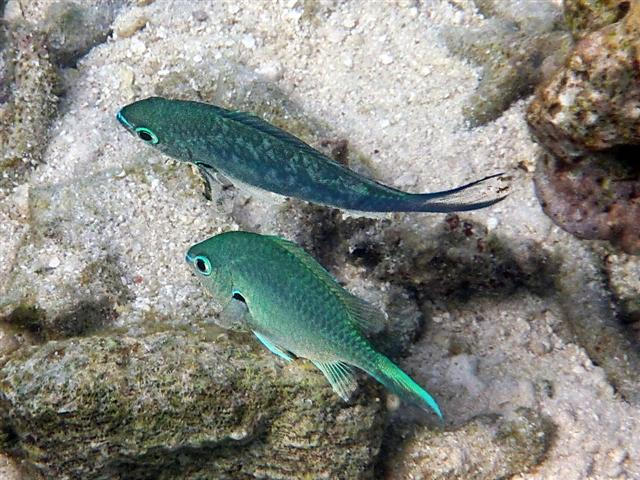
Chromis atripectoralis
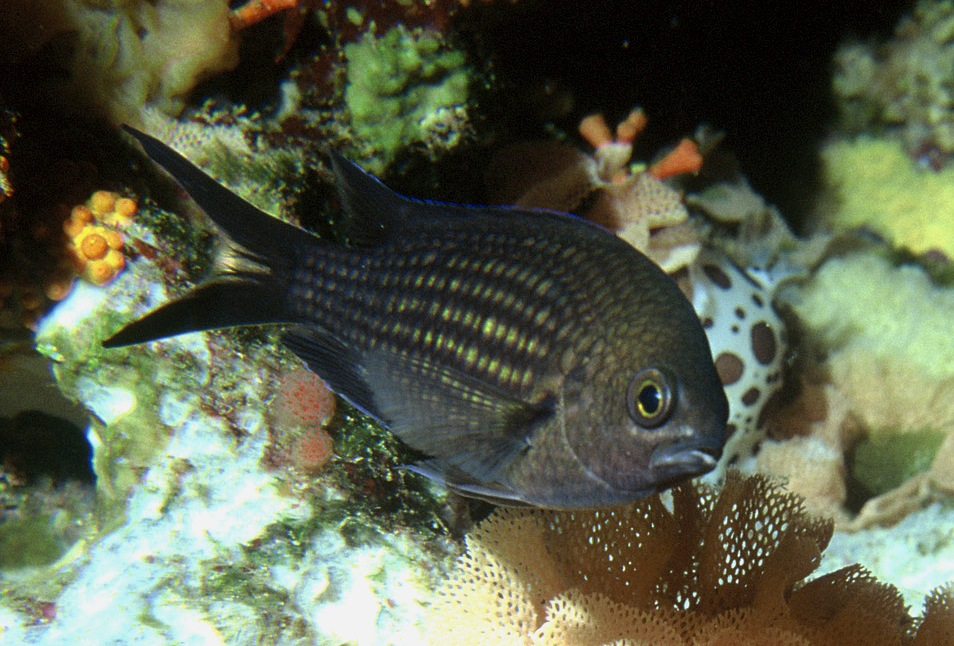
Chromis chromis
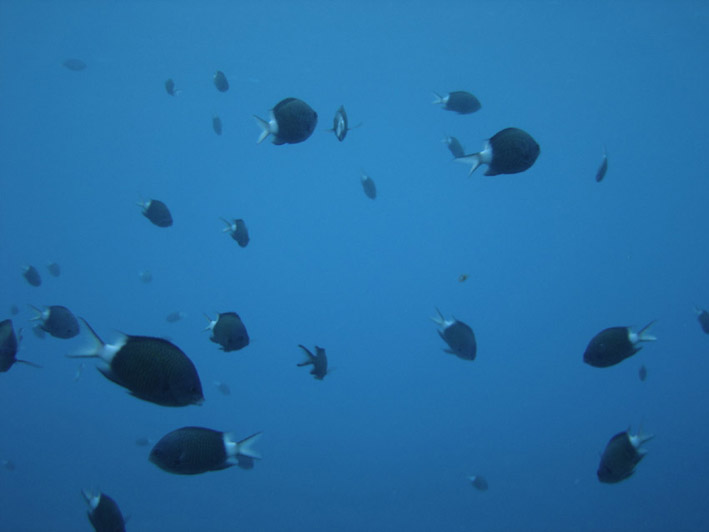
Chromis chrysura
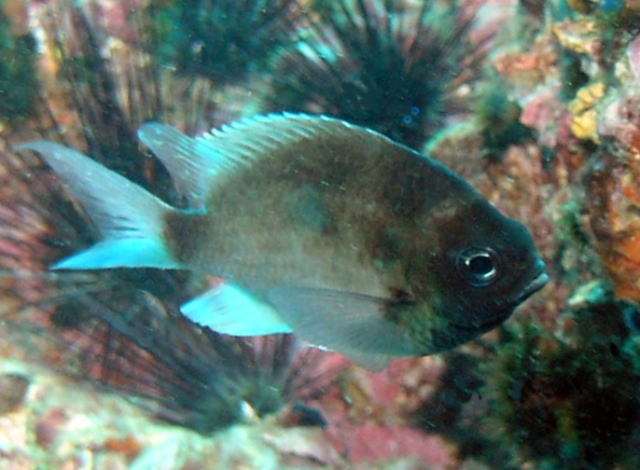
Chromis cinerascens
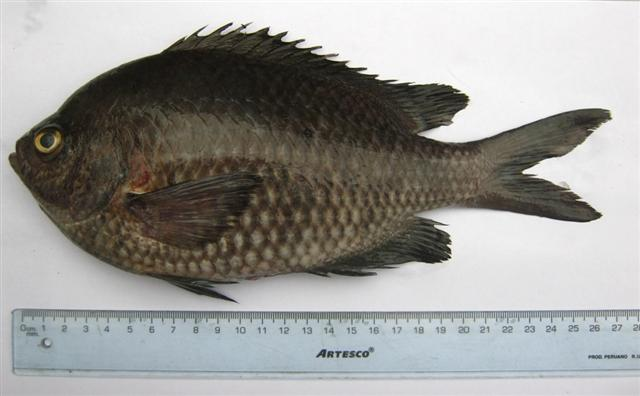
Chromis crusma
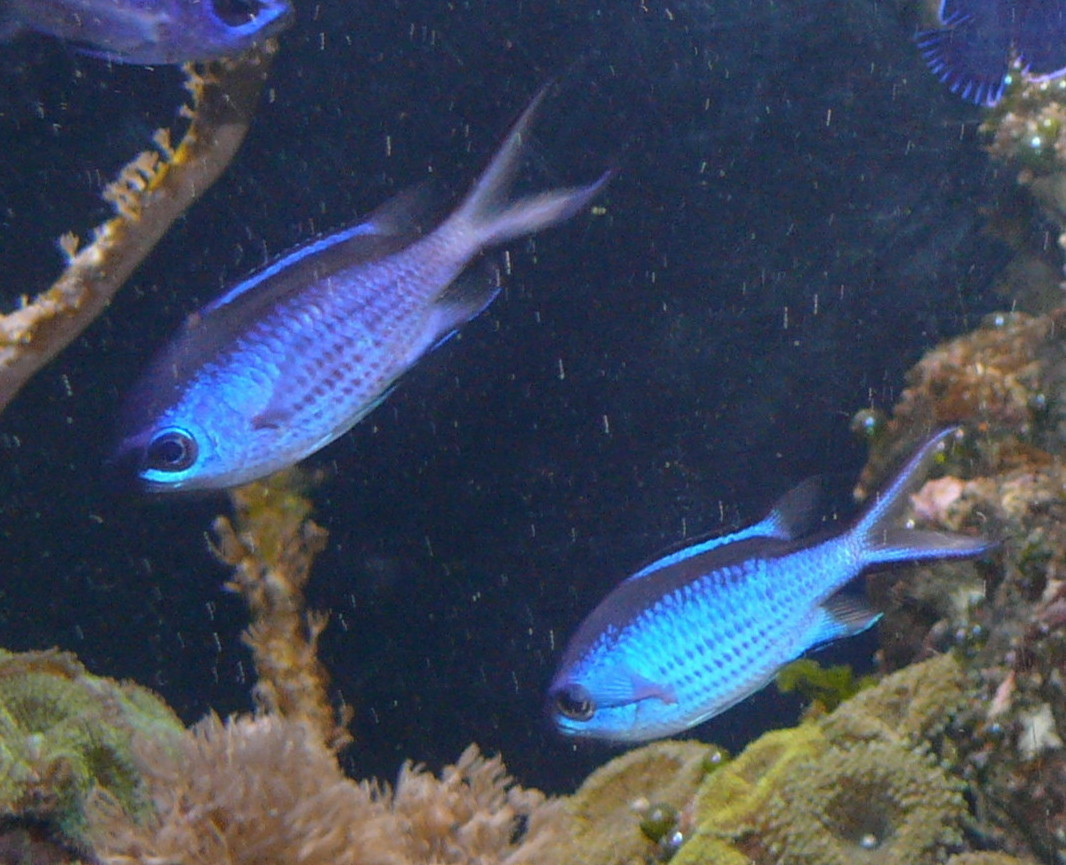
Chromis cyanea
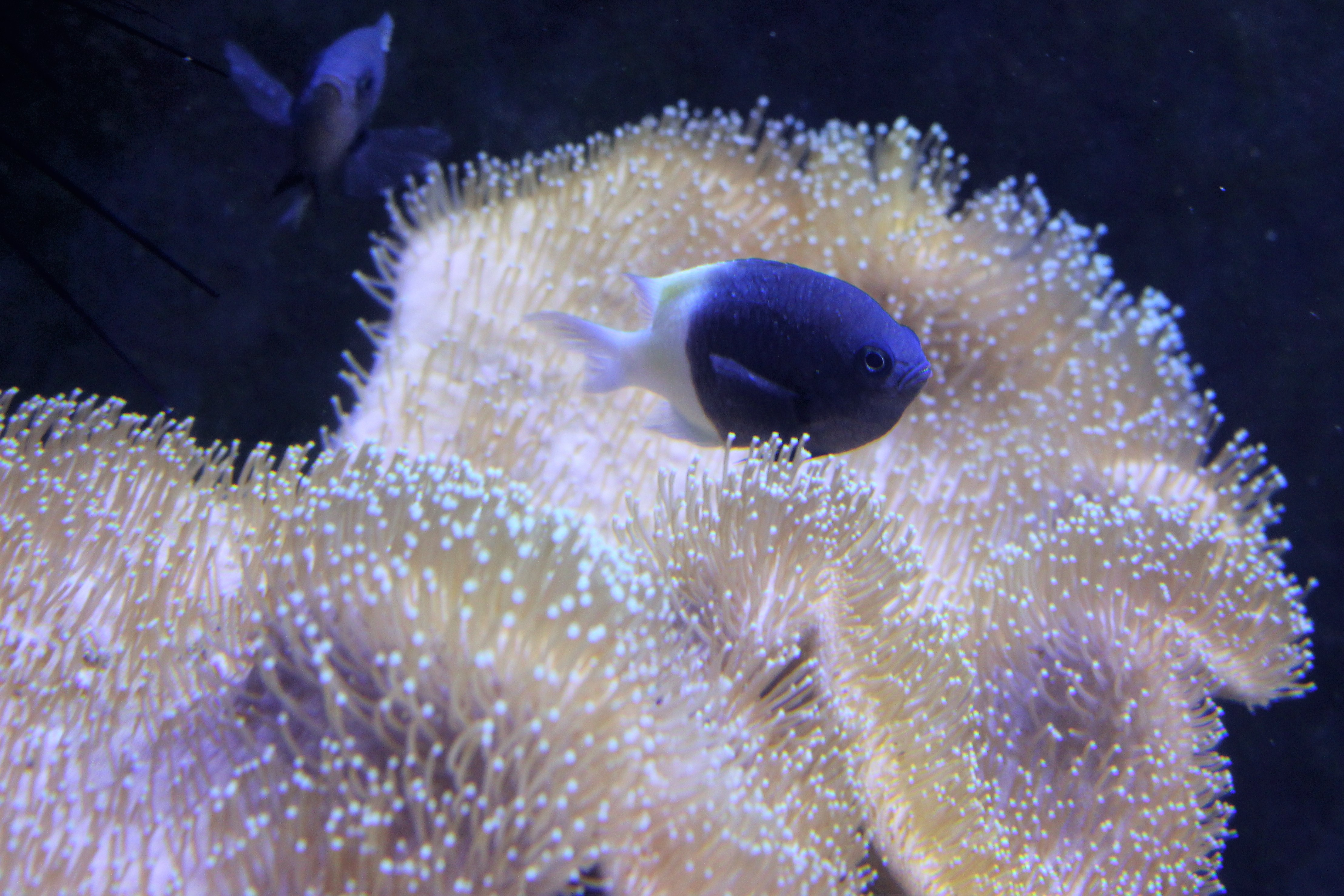
Chromis dimidiata
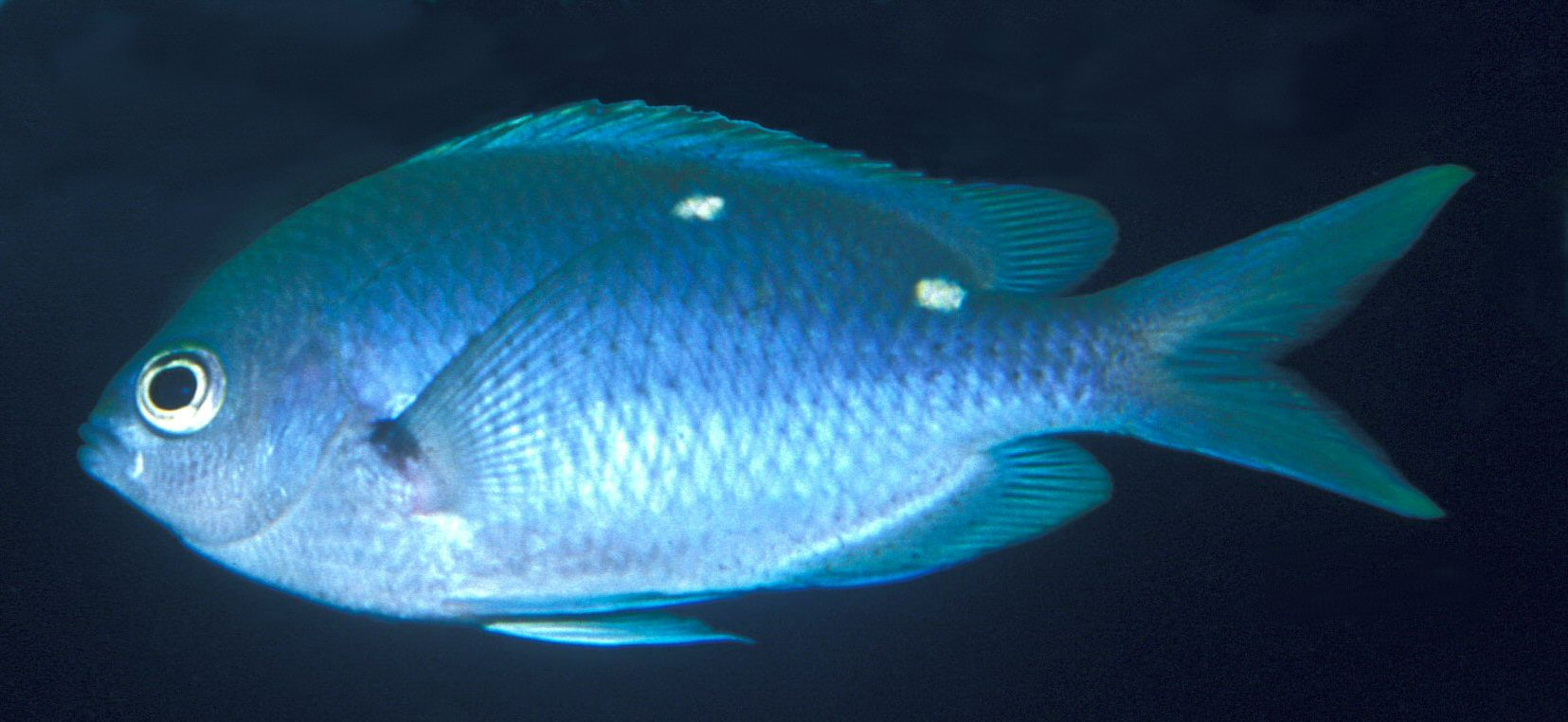
Chromis dispilus
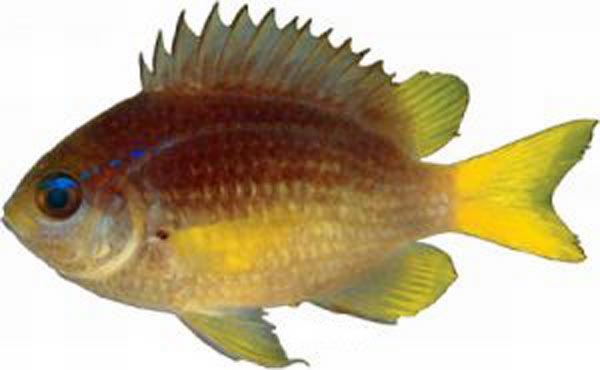
Chromis enchrysura
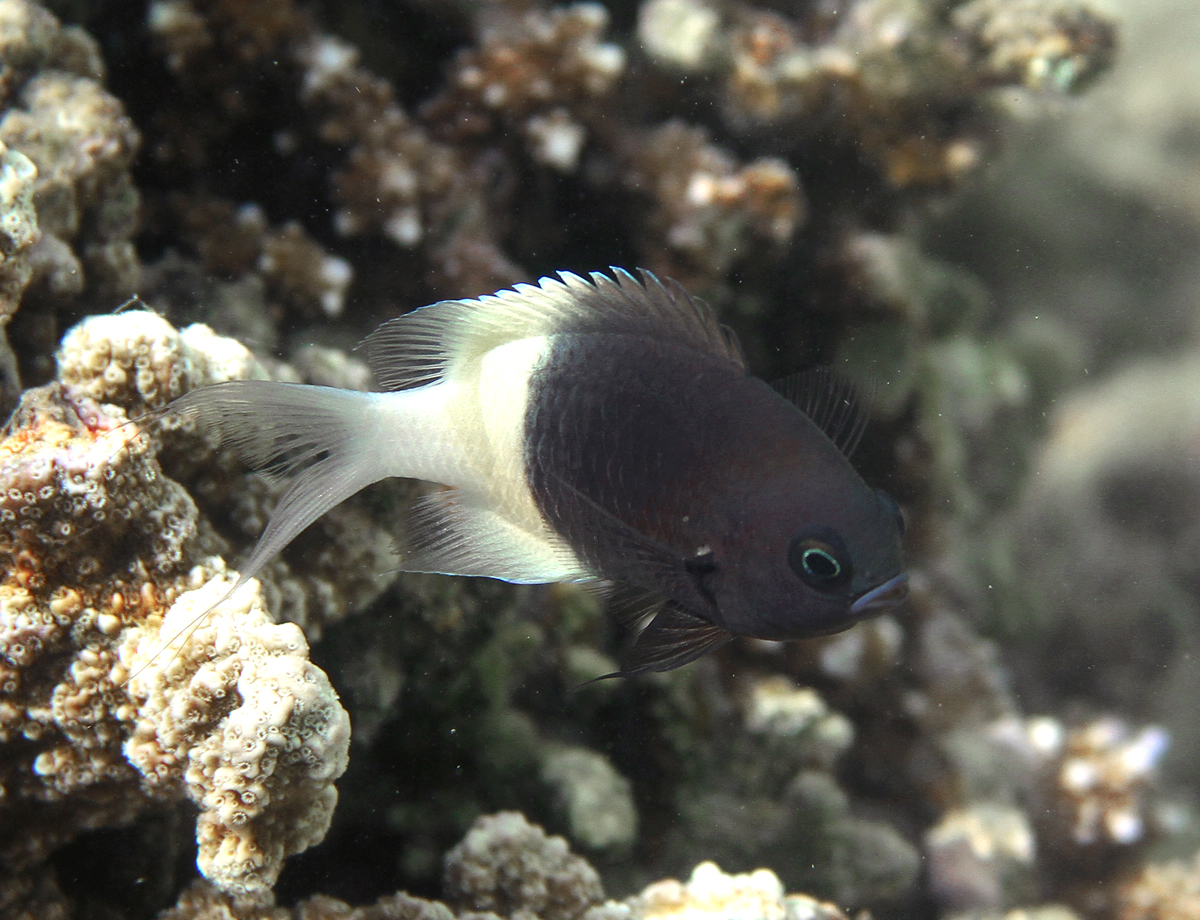
Chromis fieldi
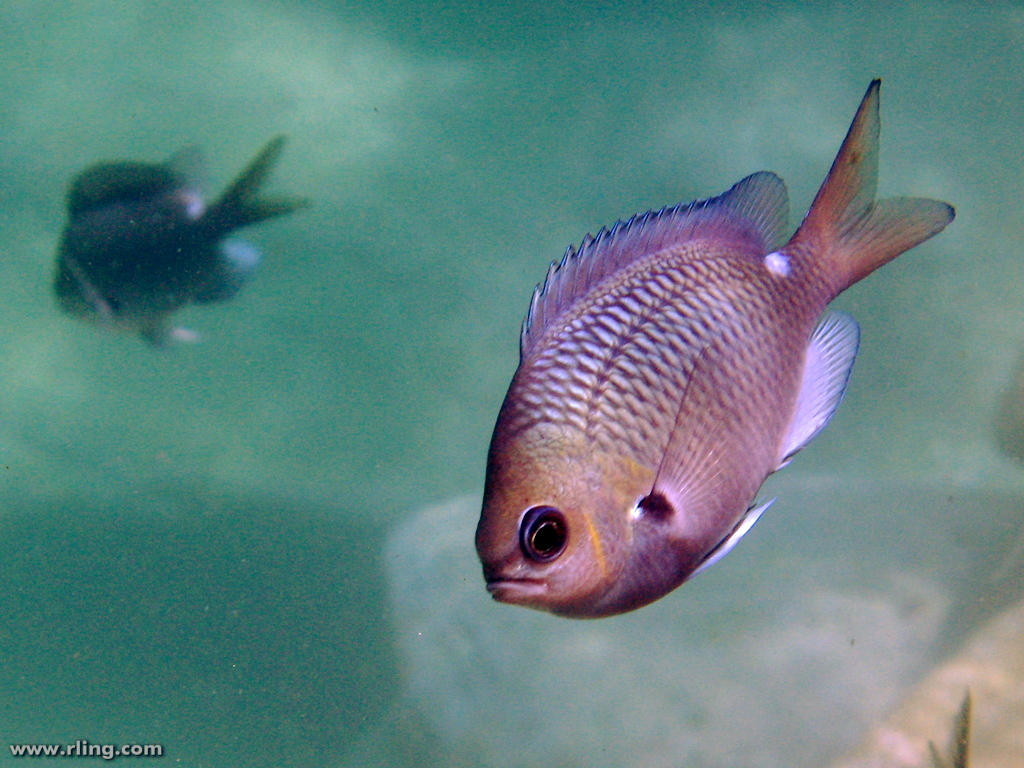
Chromis hypsilepis
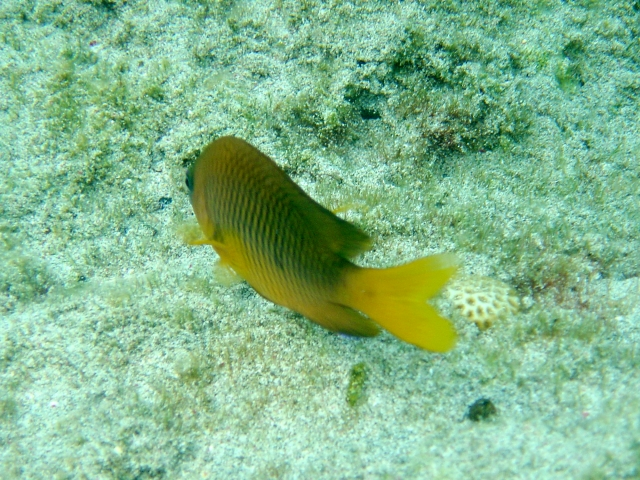
Chromis insolata
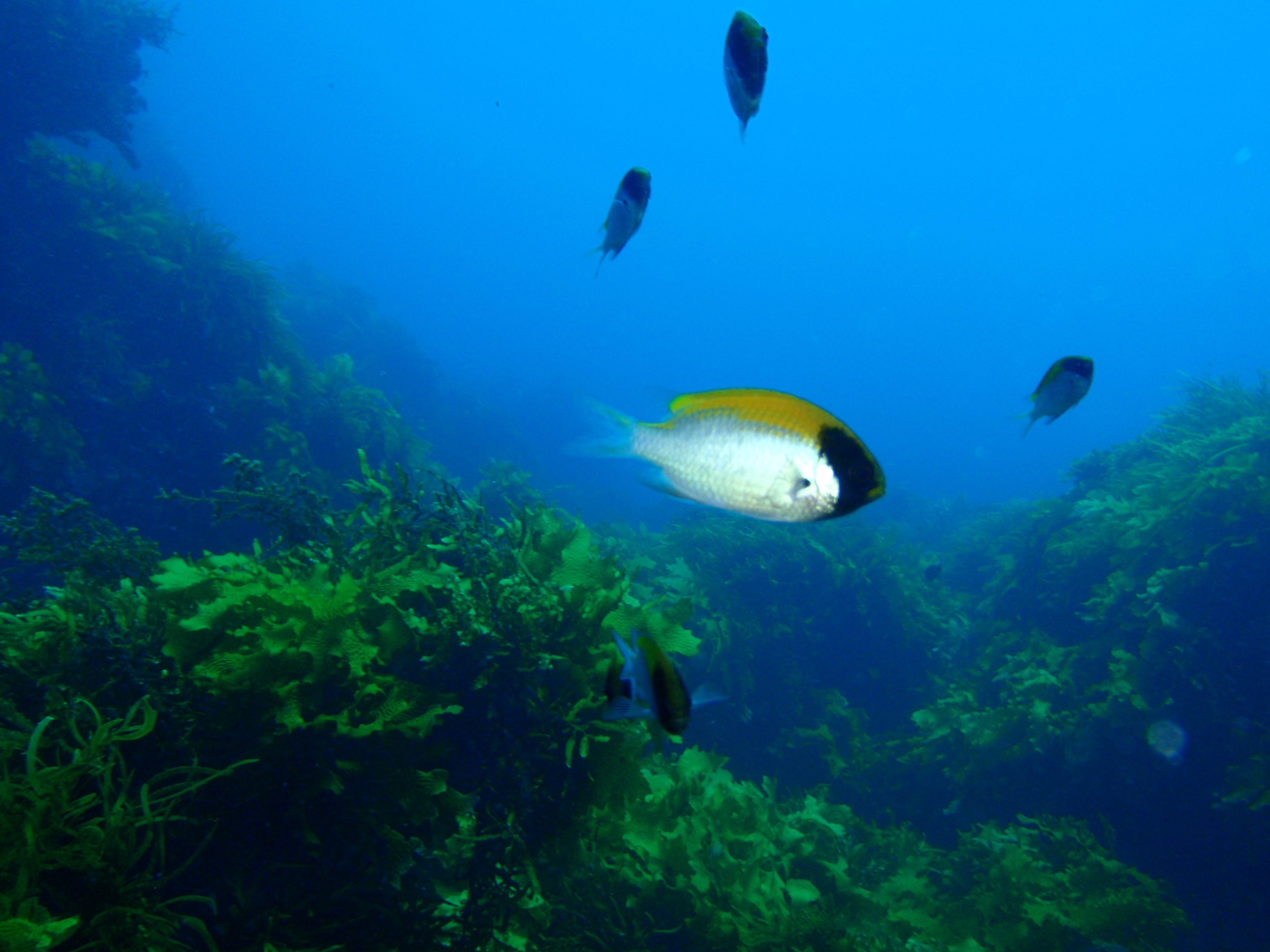
Chromis klunzingeri
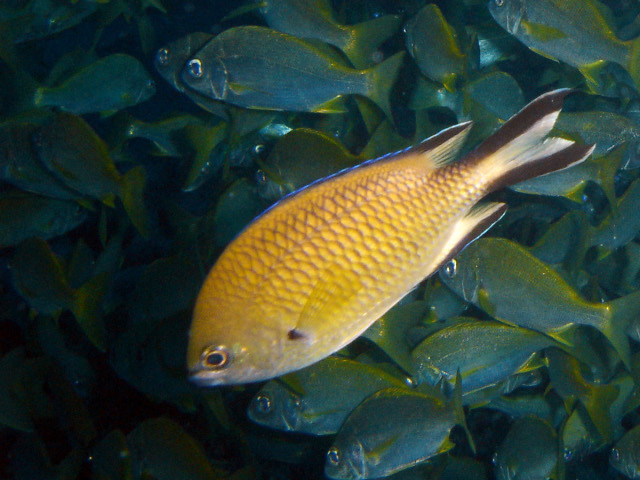
Chromis limbata
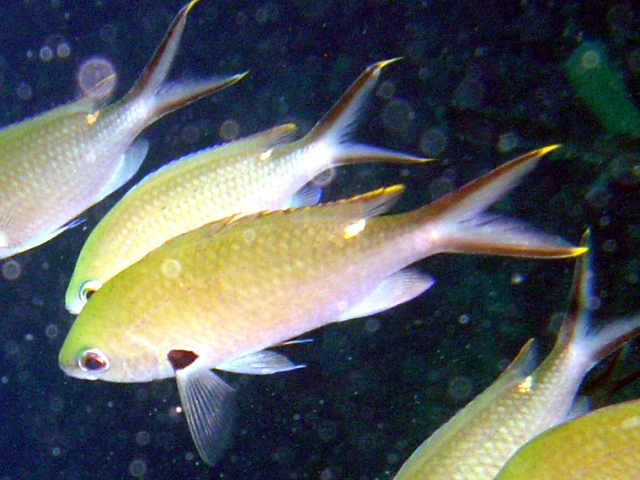
Chromis multilineata
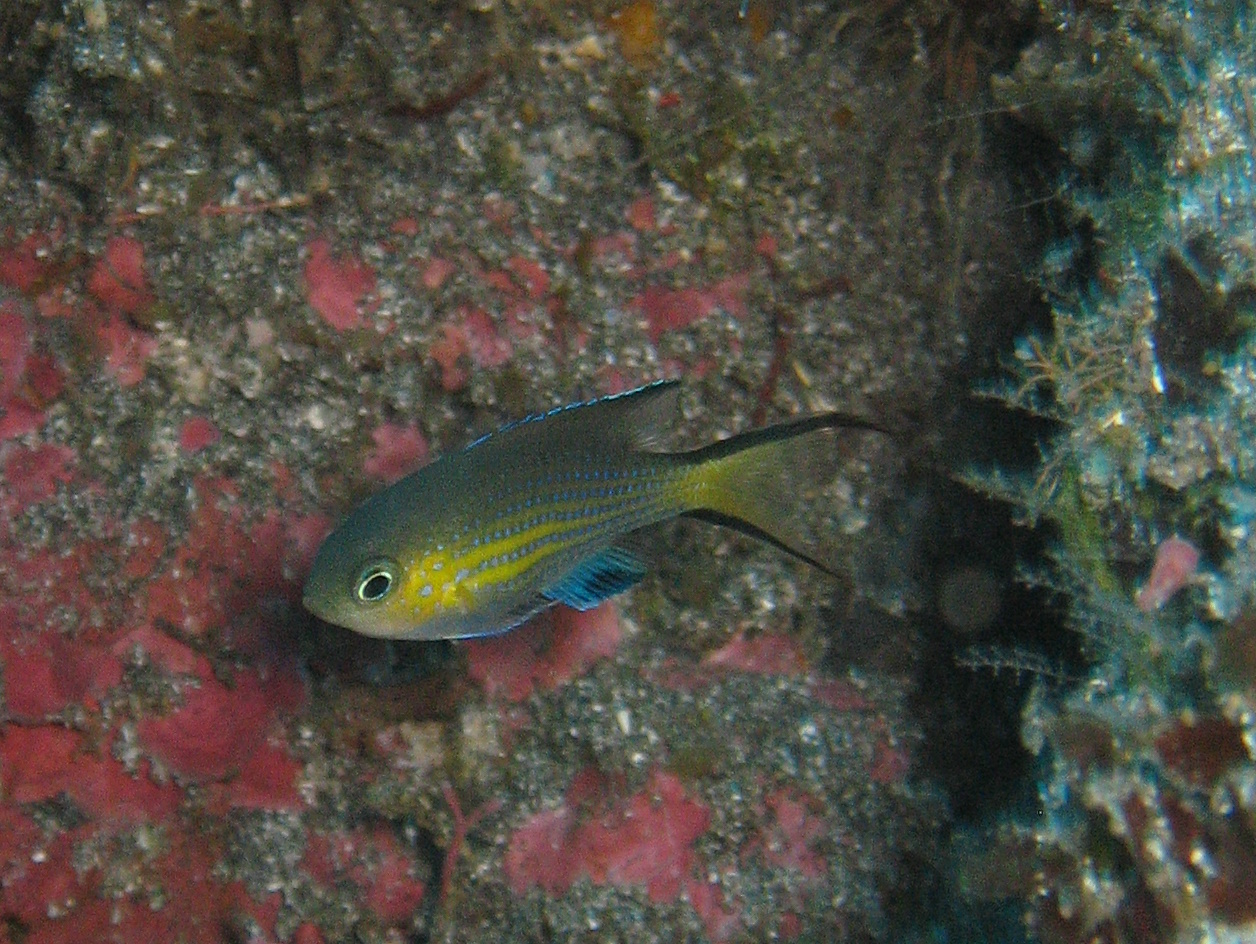
Chromis nigrura
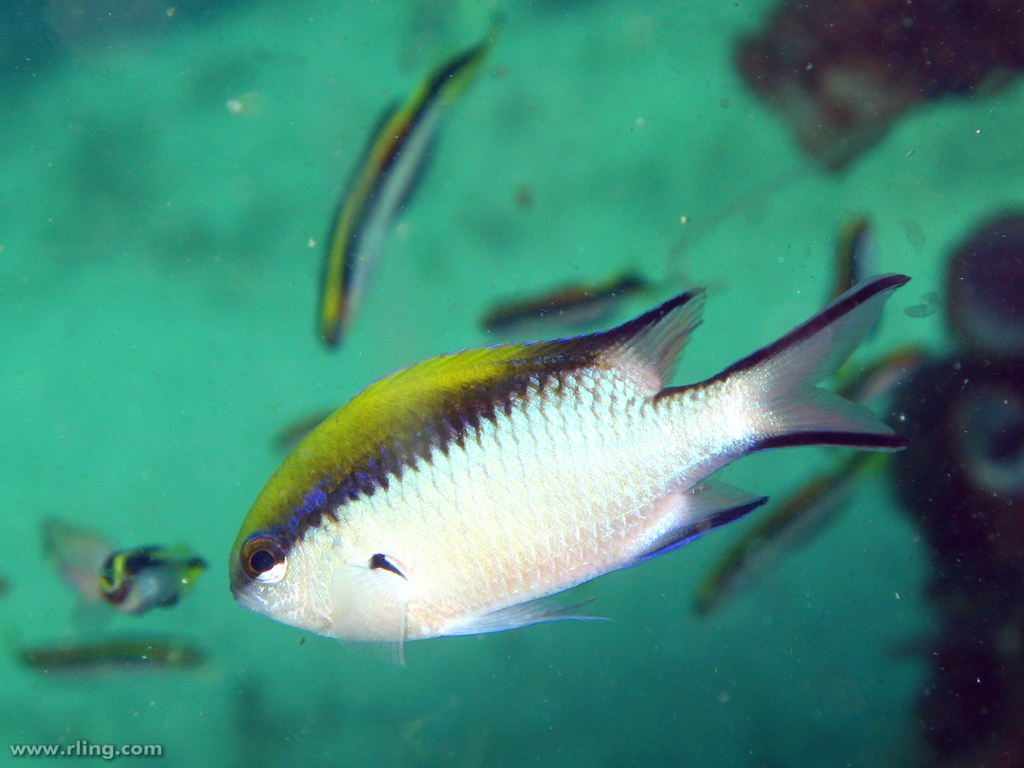
Chromis nitida
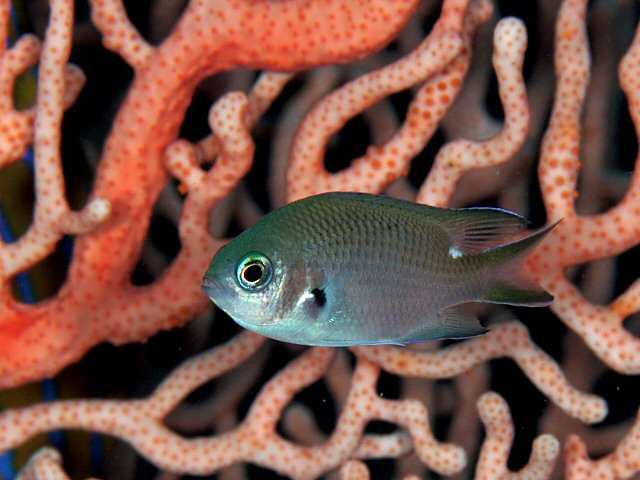
Chromis notata
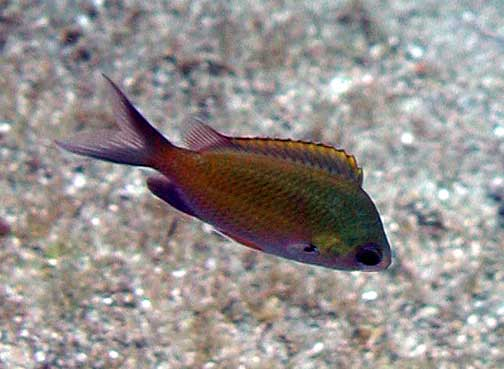
Chromis ovalis
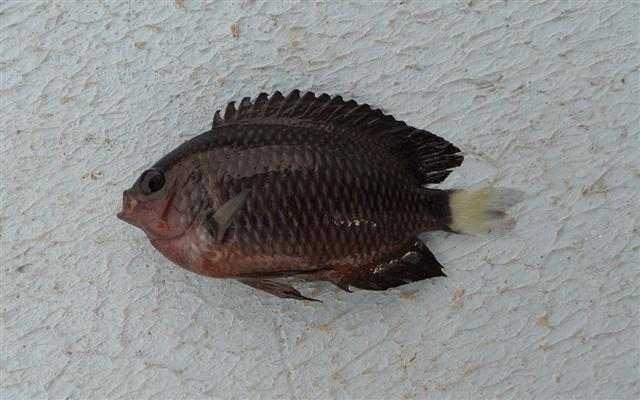
Chromis pembae
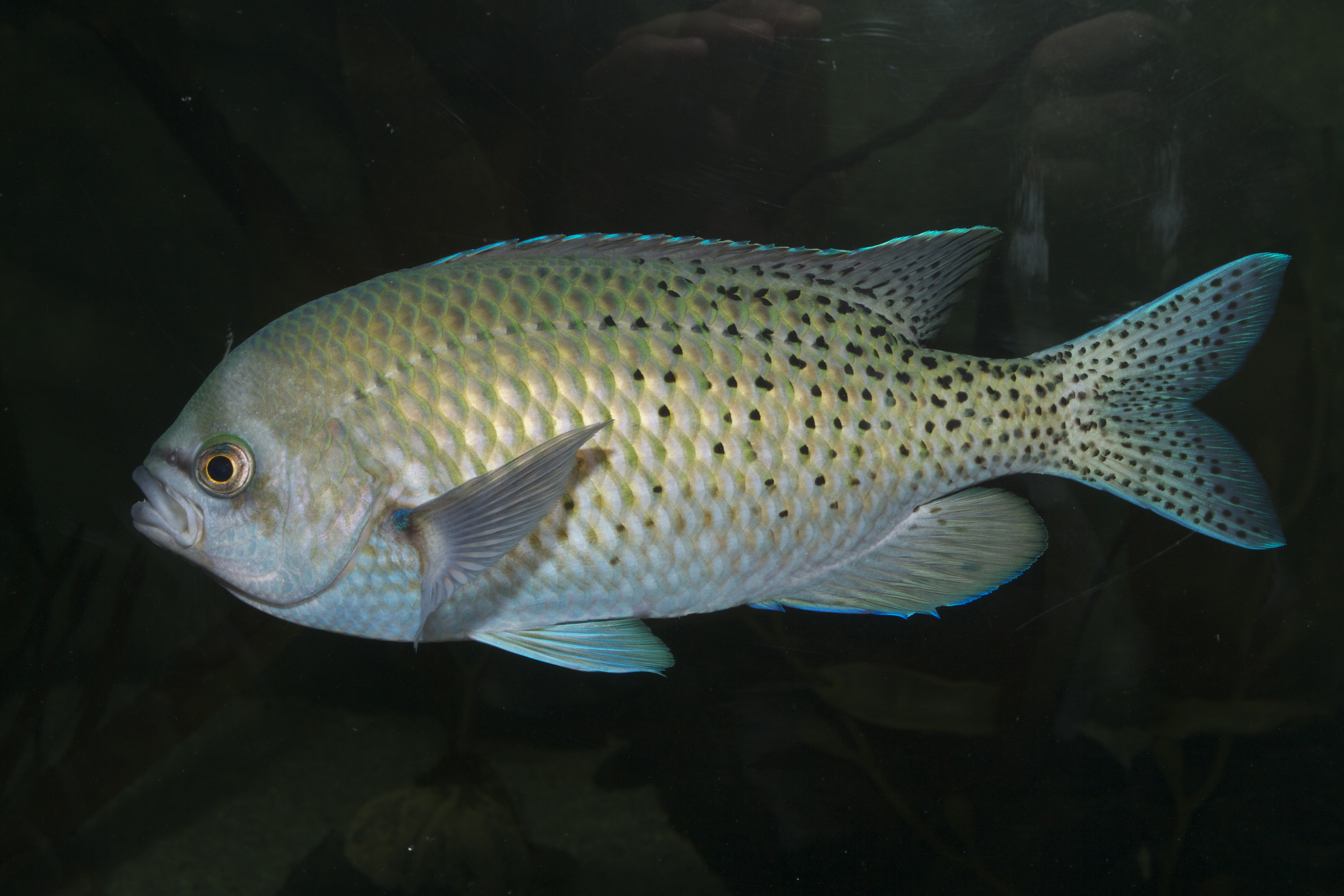
Chromis punctipinnis
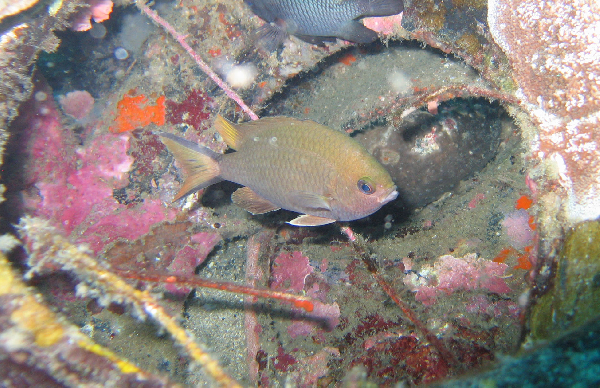
Chromis scotochiloptera
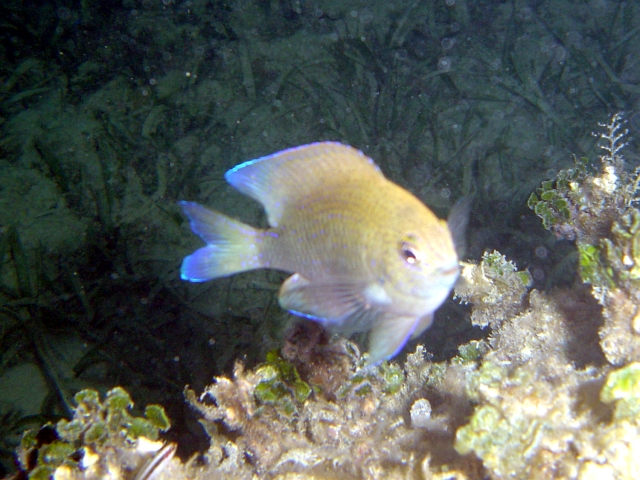
Chromis scotti
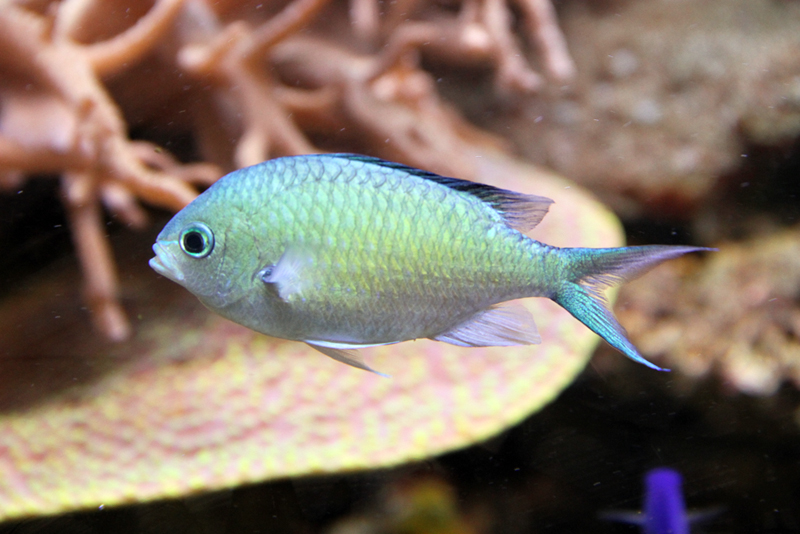
Chromis viridis
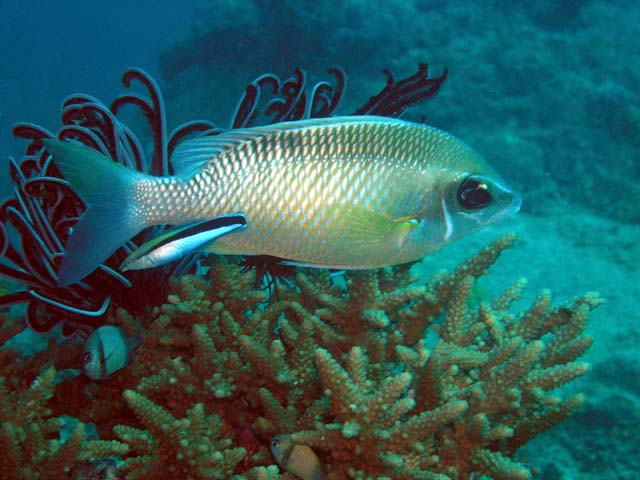
Chromis xanthochira